# Dylan Levitt
Dylan Levitt, né le 17 novembre 2000 à Bodelwyddan, est un footballeur international gallois qui évolue au poste de milieu de terrain au Hibernian FC.

## Biographie
Né à Bodelwyddan, au pays de Galles, dans les environs de Rhyl, Dylan Levitt a commencé à jouer au foot avec les Connah’s Quay Tigers, un club du Flintshire, avant d'être repéré par Manchester United à l'age de 8 ans.

### En club
Passé par tous les échelons de la formation mancunienne, il signe son premier contrat professionnel avec le club en avril 2018.
Dylan Levitt fait ses débuts professionnels le 28 novembre 2019 à l'occasion d'un match de Ligue Europa contre le FK Astana.
Le 8 septembre 2020, il est prêté pour une saison à Charlton Athletic.
Le 20 août 2021, Manchester United et le Dundee United tombent en accord pour le prêt du joueur pour l'intégrité de la saison.
En juillet 2022, il quitte définitivement Manchester United pour rejoindre pour de bon le club écossais jusqu'en juin 2024.
Début juillet 2023, il quitte le Dundee United pour un autre club de Scottish Premiership.
Le 5 juillet 2023, il rejoint le Hibernian FC pour un contrat de trois ans.

### En sélection
International dans les catégories de jeunes galloises, Levitt fait ses débuts avec la sélection galloise A le 3 septembre 2020 à l'occasion d'un match de Ligue des nations contre la Finlande, alors qu'il avait déjà été convoqué dans le groupe à plusieurs reprises depuis mai 2019 par le sélectionneur Ryan Giggs.
Le 9 novembre 2022, il est sélectionné par Rob Page pour participer à la Coupe du monde 2022.

## Statistiques
| Saison                | Club                     | Championnat           | Championnat | Championnat | Coupe nationale | Coupe nationale | Coupe de la Ligue | Coupe de la Ligue | Compétition(s) continentale(s) | Compétition(s) continentale(s) | Compétition(s) continentale(s) | Pays de Galles | Pays de Galles | Total | Total |
| Saison                | Club                     | Division              | M.          | B.          | M.              | B.              | M.                | B.                | Comp.                          | M.                             | B.                             | M.             | B.             | M.    | B.    |
| 2019-2020             | Manchester United        | Premier League        | -           | -           | -               | -               | -                 | -                 | C3                             | 1                              | 0                              | -              | -              | 1     | 0     |
| Sous-total            | Sous-total               | Sous-total            | -           | -           | -               | -               | -                 | -                 | -                              | 1                              | 0                              | 4              | 0              | 5     | 0     |
| 2020-2021             | Charlton Athletic (prêt) | League One            | 2           | 0           | -               | -               | 1                 | 0                 | -                              | -                              | -                              | 9              | 0              | 12    | 0     |
| Sous-total            | Sous-total               | Sous-total            | 2           | 0           | -               | -               | 1                 | 0                 | -                              | -                              | -                              | 9              | 0              | 12    | 0     |
| 2021-2022             | Dundee United (prêt)     | Scottish Premiership  | 25          | 5           | 3               | 1               | 1                 | 0                 | -                              | -                              | -                              | 3              | 0              | 32    | 6     |
| 2022-2023             | Dundee United            | Scottish Premiership  | 6           | 1           | 1               | 0               | -                 | -                 | C4                             | 2                              | 0                              | 1              | 0              | 10    | 1     |
| Sous-total            | Sous-total               | Sous-total            | 31          | 6           | 4               | 1               | 1                 | 0                 | -                              | -                              | -                              | 4              | 0              | 40    | 7     |
| Total sur la carrière | Total sur la carrière    | Total sur la carrière | 33          | 6           | 4               | 1               | 2                 | 0                 | -                              | 1                              | 0                              | 13             | 0              | 53    | 7     |